# Гудаута
Гудаута (груз. გუდაუთა) је град у Абхазији. Према процени из 2009. у граду је живело 10.800 становника.

## Становништво
Према процени, у граду је 2009. живело 10.800 становника.
| 1989.  | 2002. |
| ------ | ----- |
| 15.264 | …     |